# کینکاردن، انتاریو

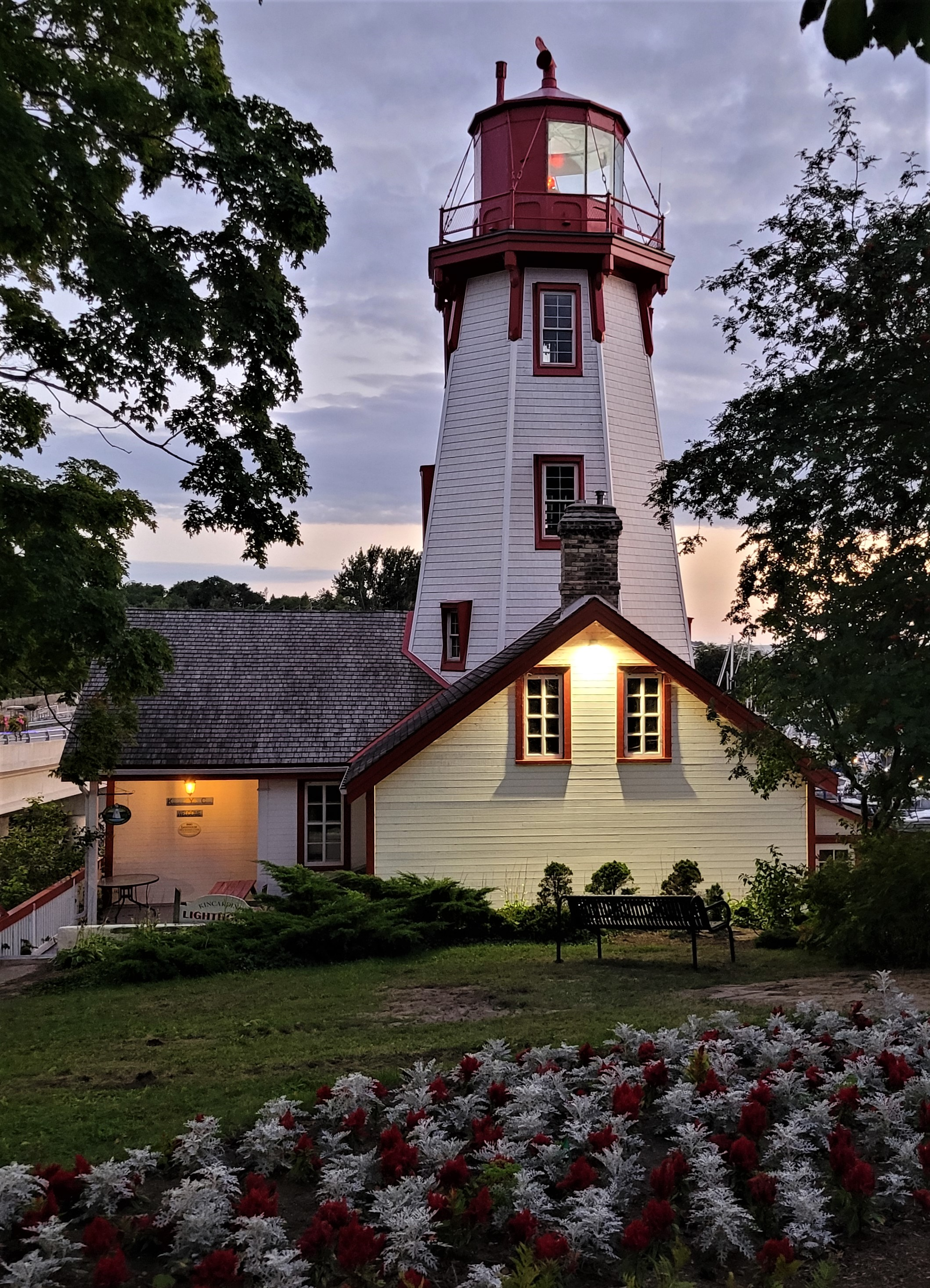
فانوس دریایی درکینکاردن، انتاریو

کینکاردن، انتاریو (به انگلیسی: Kincardine, Ontario) یک منطقهٔ مسکونی در کانادا است که در شهرستان بروس واقع شده‌است. کینکاردن ۹٫۹۹ کیلومتر مربع مساحت و ۱۱٬۳۸۹ نفر جمعیت دارد.